# Ophelimus sarah
Ophelimus sarah är en stekelart som först beskrevs av Girault 1929.  Ophelimus sarah ingår i släktet Ophelimus och familjen finglanssteklar. Inga underarter finns listade i Catalogue of Life.